# Martín Alonso Pinzón
Martín Alonso Pinzón (ur. 1441 w Palos de la Frontera, zm. w marcu 1493) – hiszpański żeglarz i podróżnik, dowódca karaweli Pinta uczestniczącej w pierwszej wyprawie Kolumba do Ameryki.
Martín Alonso Pinzón pochodził z zamożnej rodziny kupieckiej z Palos. Do Kolumba przyłączył się po nieudanym werbunku w Palos. Do wyprawy Kolumba wniósł swój wkład finansowy. Wraz z nim do ekspedycji przyłączyli się jego bracia, Vicente Yáñez Pinzón, który dowodził Niną, a jego sternikiem był syn armatora Pedro Alonso Niño. On sam dowodził 50 tonową Pintą, jego sternikiem był jego drugi brat, Francisco Martin. Kolumb dowodził karaką La Gallega przemianowaną później na Santa Maria. Pinzón zwerbował na Pintę 26 żeglarzy, a na Ninę 22.
22 listopada 1492 przy żegludze koło Kuby Martín Pinzón oddzielił się od wyprawy i sam popłynął w kierunku późniejszej Hispanioli (Haiti). 6 stycznia 1493 roku dołączył ponownie do Kolumba już po stracie Santa Marii w pobliżu przylądka Monte Cristi na Haiti. W drodze powrotnej do Hiszpanii okręty w trakcie sztormu koło Azorów ponownie rozdzieliły się. Kolumb sądził, że Pinta zatonęła, natomiast Pinzón pożeglował do portu Baiona pod Vigo. Chcąc wykorzystać sytuację, poprosił królewską parę o posłuchanie i sobie przypisał odkrycie nowych lądów. Monarchowie odmówili. Wkrótce po powrocie Martín Alonzo Pinzón zmarł prawdopodobnie na syfilis, którym zaraził się na Antylach.
Mieszkańcy Palos i miejscowa tradycja mówi, iż to właśnie Pinzón był właściwym organizatorem wyprawy i odkrywcą Ameryki.